# François Sabatier-Unger
François Sabatier-Unger (francès: François Sabatier-Ungher)  (Montpeller, 2 de juliol de 1818 - Lunèl Vièlh, 1 de desembre de 1891) fou una filantrop francès, crític i viatjant d'art. Va canviar el seu nom per Sabatier-Ungher després del seu matrimoni amb la cantant d'òpera austro-hongaresa, Caroline Unger.

## Biografia
El seu pare era un propietari ric de Llenguadoc, que va morir abans del seu naixement, per la qual cosa va ser criat per un oncle, l'abat Roques. No gaire després d'iniciar els seus estudis en una universitat jesuïta, va declarar la seva intenció d'esdevenir escriptor i poeta; fugint cap a París per aconseguir aquest objectiu. Va arribar allà el 1833 i va trobar ànims per Alfred de Vigny. També va fer coneguts al món de l'art, entre ells Auguste Bouquet i Edmond Wagrez (1815-1882), ambdós que l'acompanyarien a Roma el 1838. Mentre allà, es va fer amistat amb diversos artistes francesos més que residien a la vila. Mèdici, sobretot Dominique Papety, i es va introduir a la filosofia de Charles Fourier.
Durant aquest viatge, va conèixer la cantant d'òpera austríaca, Caroline Unger, que va ser famosa per ajudar Beethoven a reconèixer els aplaudiments de la seva novena simfonia. Es van casar el 1841, a Florència. Després d'una lluna de mel, viatjant per Alemanya, van tornar a Florència i s'hi van establir. Els seus artistes amics van acampar per ajudar-los a decorar el seu nou apartament.
El 1846, Sabatier i Papety van emprendre un viatge a l'estudi a Grècia, però Sabatier va tornar al sentir la notícia que el seu amic Bouquet morís. Ell i Caroline van adoptar la filla de Bouquet, Louise, que després es casaria amb la historiadora italiana Michele Amari.
La Revolució Francesa de 1848, amb la seva promesa d'establir un govern basat en els principis de Fourier, el va atraure a França. El 1851, va escriure la crítica del Saló d'aquell any; acollint l'auge del realisme i, en particular, de les obres de Gustave Courbet. Poc després, es convertiria en un dels patrons de Courbet i, més tard, el seu amic.
Després del cop d'estat de 1851, es va retirar a la seva propietat, "Le Tour de Farges", a prop de "Lunel-Viel"; acollint allà a Courbet el 1854. L'any següent, mentre vivia a Ornans, Courbet crearia el seu gran llenç, The Painter's Studio, que representa a l'artista Apollonie Sabatier (sense cap relació), al costat d'un home que sol ser identificat com el seu amant, Alfred Mosselman, però pot ser que sigui François. El 1857, Courbet va tornar a fer una llarga visita a Le Tour, creant allà diversos paisatges. A més de notables del món de l'art, també van ser convidats diversos personatges polítics, entre ells el revolucionari alemany Moritz Hartmann.
Després de la mort de Caroline el 1877, es va tornar a casar; a Catherine Boll, sobre qui se sap poc. La seva voluntat va deixar els seus escrits al "Musée Fabre" i la seva col·lecció d'art al Louvre. També va fer una gran donació a una casa de jubilats de Neuilly, on un dels seus vells amics, l'escultor Auguste Ottin, era resident.
Entre les obres que va traduir de l'alemany es troben: "Die Grabmäler der Römischen Päpste de Ferdinand Gregorovius", Wilhelm Tell de Friedrich von Schiller i Faust de Goethe.